# Peak Mountain (Caroline du Nord)
Pour l’article homonyme, voir Peak Mountain.
Peak Mountain est une montagne des États-Unis qui s'élève à 1 500 m d'altitude. Elle est située dans la forêt nationale de Pisgah, dans le comté d'Avery en Caroline du Nord.